# Ion Mateescu
Ion Mateescu (n. 1876, București – d. 1951) a fost un sculptor și pictor român. Frate vitreg al lui George Topîrceanu și prieten cu Otilia Cazimir, cîteva picturi ale sale pot fi găsite în casele memoriale ale celor doi din Nămăești, respectiv Iași.
A studiat la Școala de Arte Frumoase din București. A predat ca profesor de desen și caligrafie la Colegiul Național „Roman-Vodă” din Roman (1905–1906) și apoi ca profesor la Academia de Arte Frumoase din Iași.
A participat la concursul pentru realizarea statuii lui Mihai Eminescu din Iași în perioada 1927–1928, dar juriul l-a preferat pe sculptorul Ion Schmidt Faur.
Contemporan cu Octav Băncilă, a participat la expoziții de artă la care a expus și acesta.

## Lucrări
- Monumentul Eroilor din Bucium - 1921
- Bustul lui Mihai Eminescu din Parcul (Grădina) Copou (1943) - amplasat în fața Teiului lui Eminescu
- Bustul lui Barbu Ștefănescu Delavrancea (1924) - Grădina Copou[1]
- Bustul lui Costache Negruzzi (1934) - Grădina Copou[1]
- Pictura în ulei cu titlul Tușnad (semnat, stînga jos, în roșu, nedatat).